# Spreizender Wasserhahnenfuß
Der Spreizende Wasserhahnenfuß (Ranunculus circinatus Sibth.; Syn.: Ranunculus divaricatus auct.) ist eine Pflanzenart innerhalb der Gattung Hahnenfuß (Ranunculus). Es handelt sich um eine Wasserpflanze die in Eurasien und Nordafrika verbreitet ist. 

## Beschreibung

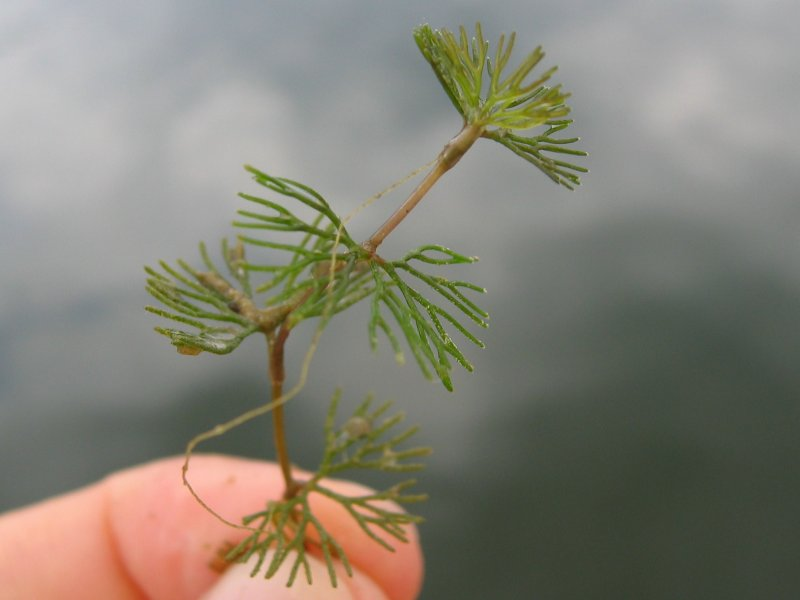
Stängel mit Blättern

Der Spreizende Wasserhahnenfuß ist eine wintergrüne, ausdauernde, krautige Pflanze, die 5 bis 300 Zentimeter lange, kahle Stängel ausbildet. Es handelt sich um eine flutende Unterwasserpflanze. Die Laubblätter sind am Stängel verteilt angeordnet. Die Blattzipfel sind in einer Ebene angeordnet. Der Umriss der in haarfeine Segmente geteilten Blattspreite ist kreisrund. Sie bleiben auch außerhalb des Wassers gespreizt und fallen nicht schlaff in sich zusammen wie die Tauchblätter anderer Wasserhahnenfußarten. 
Die sich über die Wasseroberfläche erhebenden Blüten sind zwittrig und radiärsymmetrisch. Die fünf abstehende Kelchblätter besitzen eine Länge von 3 bis 6 Millimeter. Die fünf freien weißen, ausdauernden Kronblätter besitzen eine Länge von bis 10 zu Millimeter und halbmondförmige Nektardrüsen. Es sind meist 20 bis 25 (5 bis 27) Staubblätter vorhanden. Der Blütenboden ist behaart. Die meist 42 bis 48 (30 bis 60) Nüsschen sind lang behaart und verkahlend; die Griffel sitzen seitlich an.
Die Blütezeit reicht von Mai bis August.
Die Chromosomenzahl beträgt 2n = 16.

## Vorkommen
Der Spreizende Wasserhahnenfuß ist in klimatisch gemäßigten Zonen Europas und Asiens verbreitet und kommt auch in Marokko und Algerien vor. In Deutschland kommt der Spreizende Wasserhahnenfuß stetig im südlichen und mittleren Bayern (ausgenommen die Alpen), zerstreut in Nordbayern, Baden-Württemberg, dem nördlichen Nordrhein-Westfalen, in Thüringen, Sachsen-Anhalt, Brandenburg, Niedersachsen, Mecklenburg-Vorpommern und Schleswig-Holstein sowie selten in Rheinland-Pfalz, dem südlichen Nordrhein-Westfalen, in Hessen und Sachsen vor. Verbreitungsschwerpunkte sind vor allem Flusstäler. Im Alpenvorland steigt er am Schliersee bis 780 Meter Meereshöhe auf.
Die Art siedelt hier in Laichkraut- und Seerosengesellschaften eutropher, schlammiger Flüsse, Altwässer, Gräben, Seen und Tümpel, die basenreich und oft kalkhaltig, in Küstenmarschen auch schwach salzhaltig sind. Saure Gewässer werden meist gemieden.  Sie kommt vor allem in Gesellschaften des Verbands Nymphaeion, in der Landform f. terrestris Gren. & Godr. auch in Gesellschaften des Verbands Nanocyperion vor. Sie kommt bis zu 4 Metern Wassertiefe vor.
Die ökologischen Zeigerwerte nach Landolt et al. 2010 sind in der Schweiz: Feuchtezahl F = 5u (unter Wasser), Lichtzahl L = 3 (halbschattig), Reaktionszahl R = 4 (neutral bis basisch), Temperaturzahl T = 4 (kollin), Nährstoffzahl N = 3 (mäßig nährstoffarm bis mäßig nährstoffreich), Kontinentalitätszahl K = 3 (subozeanisch bis subkontinental).